# Иноуэ (род)
Род Иноуэ (яп. 井上氏 Иноуэ-си) — средневековый японский самурайский род, известный с конца периода Камакура.

## История
Впервые род Иноуэ упоминается в период Нара. Клан ведет своё происхождение от династии Минамото (линия Сэйва-Гэндзи). Родоначальником рода Иноуэ считается Минамото Мицунака (912? — 997), живший в конце периода Хэйан. Его сын, Минамото Мицусанэ, поселился в местечке под названием «Иноуэ», в районе Такай, провинция Мино. При сёгунате Токугава члены клана Иноуэ считались наследственными вассалами династии Токугава и имели статус «фудай-даймё».

## Ветвь Хамамацу

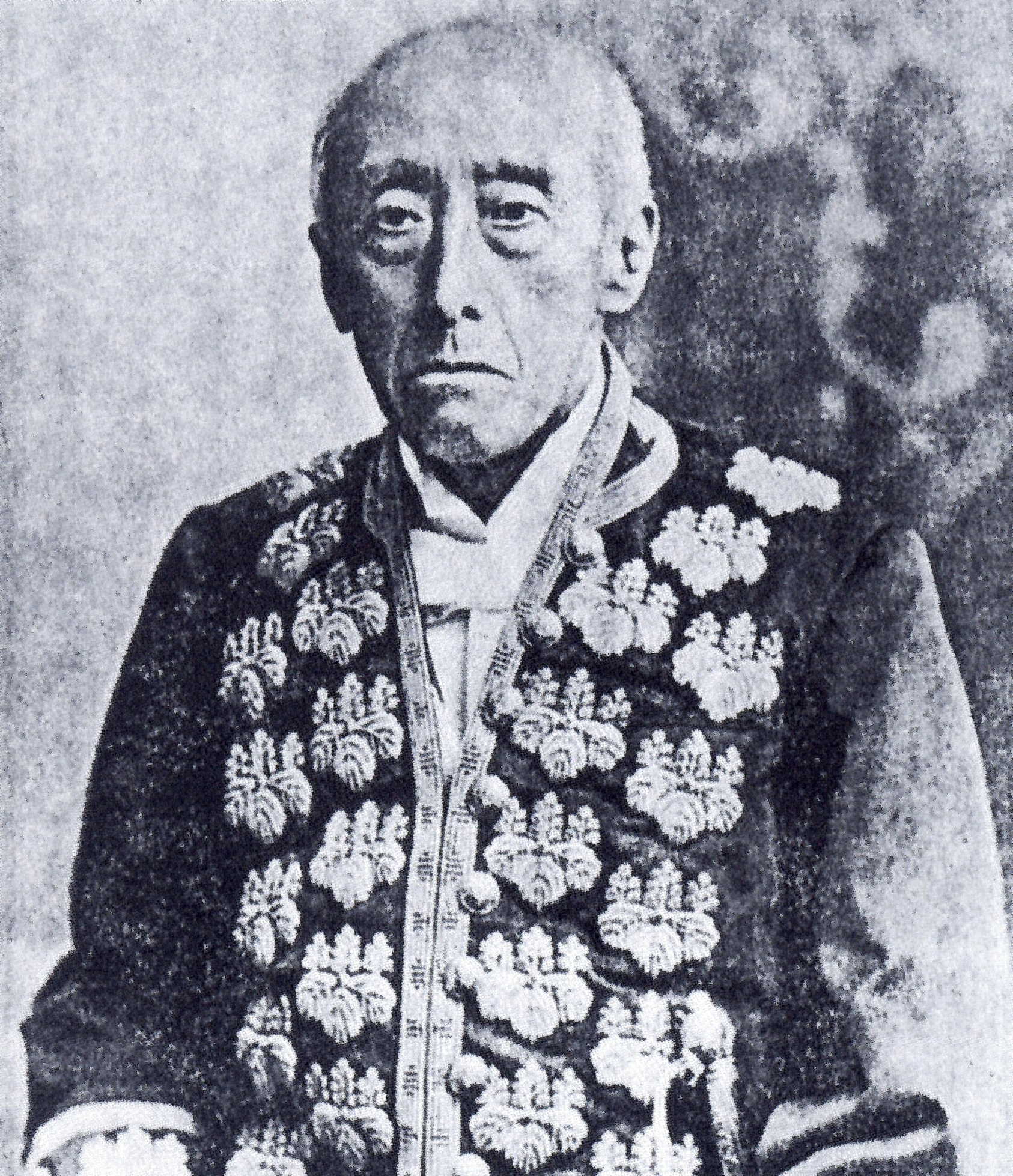
Иноуэ Масанао (1837—1904), последний даймё Хамамацу-хана (1847—1868), первый и единственный даймё Цурумаи-хана (1868—1871)

Главная линия клана Иноуэ в период Эдо несколько меняла своё местоположение. Иноуэ Масанари (1577—1628), третий сын Иноуэ Киёхидэ, в 1623 году получил во владение Ёкосука-хан (53 000 коку) в провинции Тотоми. Его потомки правили в Касаме-хане в провинции Хитати в 1645 году, Гудзё-хане в провинции Мино в 1692 году, Камеяма-хане в провинции Тамба в 1697 году, Симодатэ-хане в провинции Хитати в 1702 году. В 1703 году эта линия была возвращена в Касама-хан в провинции Хитати, а в 1747 году была переведена в Ивакитайра-хан в провинции Муцу. В 1758 году клан был переведен в Хамамацу-хан в провинции Тотоми, в 1817 году получил во владение Танагура-хан в провинции Муцу. В 1836 году линия Иноуэ была переведена в Татебаяси-хан в провинции Кодзукэ, в 1845 году она была возвращена в Хамамацу-хан, а в 1868 году получила во владение Цурумаи-хан в провинции Кадзуса. Последний даймё из главной линии, Иноуэ Масанао (1837—1904), получил титул виконта (子爵, сисяку) в системе кадзоку.

## Ветвь Симоцума

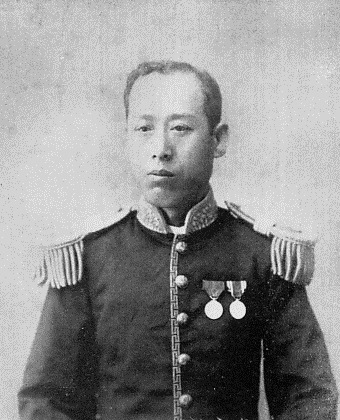
Иноуэ Масаото (1856—1921), последний (14-й) даймё Симоцума-хана (1866—1871)

В 1712 году Иноуэ Масанага (1654—1721), третий сын Иноуэ Масато, даймё Гудзё-хана в провинции Мино, получил во владение Симоцума-хан в провинции Хитати (10 000 коку риса). Это незначительное княжество оставалось в руках клана Иноуэ до Реставрации Мэйдзи. Его последний даймё, Иноуэ Масаото (1856—1921), получил титул виконта в системе кадзоку.

## Линия Такаока
В 1649 году Иноуэ Масасигэ (1585—1661), четвертый сын Иноуэ Киёхидэ и вассал Токугава Иэясу, получил во владение Такаока-хан в провинции Симоса. Княжество Такаока (10 000 коку) оставалось под контролем его потомком до Реставрации Мэйдзи. Его последний даймё, Иноуэ Масаёри (1854—1904), служил в полиции во время правительства Мэйдзи и получил титул виконта (子爵, сисяку).